# Flexanville
Flexanville ist eine französische Gemeinde mit 572 Einwohnern (Stand: 1. Januar 2022) im Département Yvelines in der Region Île-de-France. Sie gehört zum Arrondissement Rambouillet und zum Kanton Aubergenville (bis 2015: Kanton Montfort-l’Amaury). Die Einwohner werden Flexanvillois genannt.

## Geographie
Flexanville befindet sich etwa 31 Kilometer westlich von Paris. Umgeben wird Flexanville von den Nachbargemeinden Saint-Martin-des-Champs im Norden, Goupillières im Nordosten, Villiers-le-Mahieu im Osten, Garancières im Süden, Béhoust im Süden und Südwesten, Orgerus im Westen und Südwesten sowie Osmoy im Westen.

## Bevölkerungsentwicklung
| Jahr                      | 1962 | 1968 | 1975 | 1982 | 1990 | 1999 | 2006 | 2016 |
| Einwohner                 | 324  | 333  | 307  | 343  | 480  | 525  | 571  | 594  |
| Quelle: Cassini und INSEE |      |      |      |      |      |      |      |      |

## Sehenswürdigkeiten
- Kirche Saint-Germain de Paris aus dem 16. Jahrhundert, Monument historique seit 1994

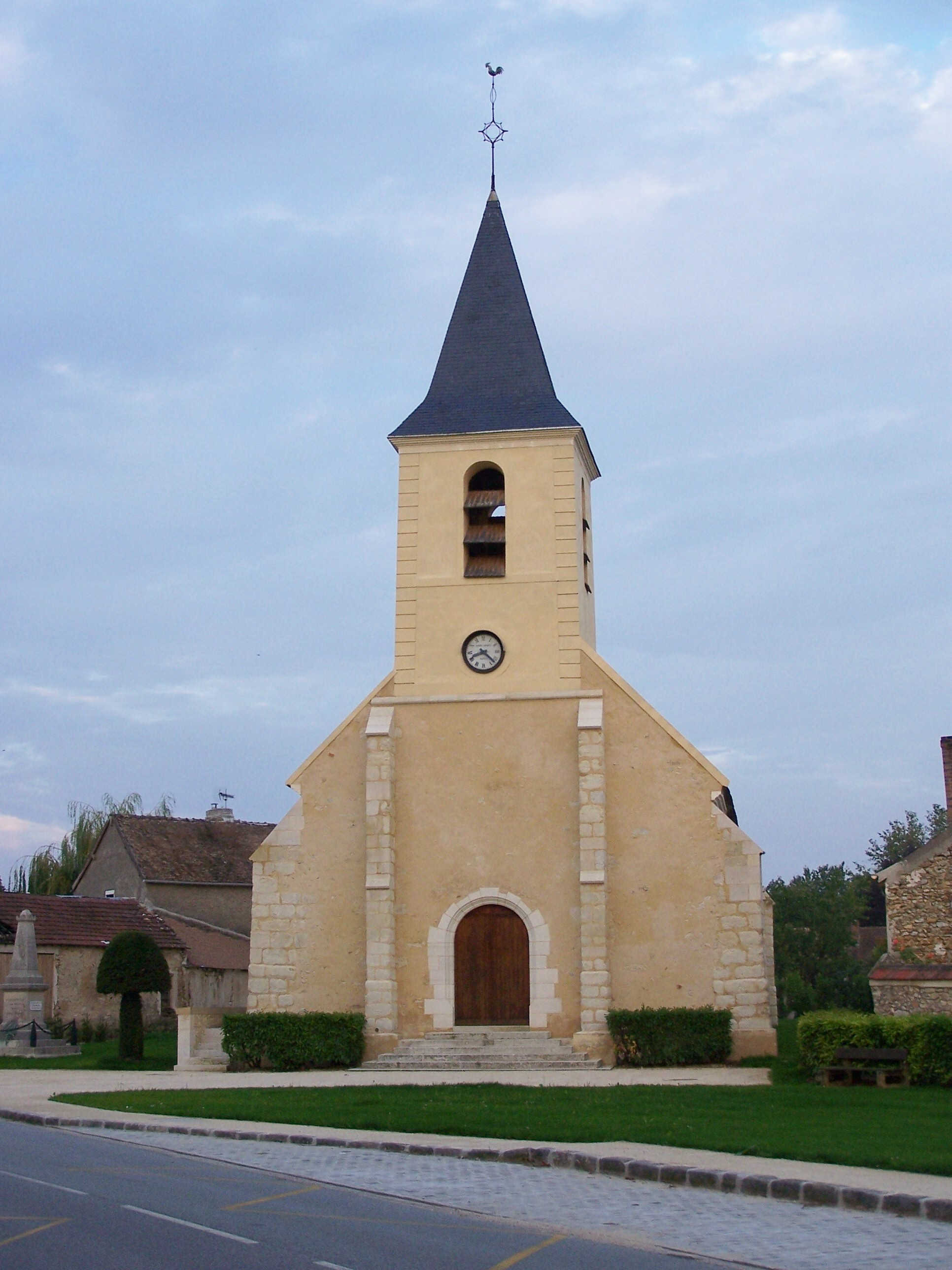
Kirche Saint-Germain-de-Paris